# 12117 Meagmessina
12117 Meagmessina (1999 JT60) là một tiểu hành tinh vành đai chính được phát hiện ngày 10 tháng 5 năm 1999 bởi nhóm nghiên cứu tiểu hành tinh gần Trái Đất phòng thí nghiệm Lincoln ở Socorro (and Tom Nan Puckett).